# Pedicularis eriantha
Pedicularis eriantha är en snyltrotsväxtart som först beskrevs av Pierre Edmond Boissier och Buhse, och fick sitt nu gällande namn av T. N. Pop.. Pedicularis eriantha ingår i släktet spiror, och familjen snyltrotsväxter. Inga underarter finns listade i Catalogue of Life.